# SS Hilda
Le Hilda était un paquebot à vapeur affrété par London and South Western Railway (LSWR), qui assura des liaisons entre Southampton, les îles Anglo-Normandes et Saint-Malo jusqu'à son naufrage en 1905, qui coûta la vie à au moins 150 personnes.

## Construction
Le Hilda fut construit par Aitkin & Mansel, Whiteinch, Glasgow pour un coût de 33 000 £. Il fut lancé en 1882 et sa construction fut achevée en janvier 1883. La coque d'acier du Hilda mesurait 70,9 m de long pour une largeur de 8,59 m et un tirant d'eau de 4,30 m. Il était propulsé par une machine compound à deux cylindres alimentée par deux chaudières, développant une puissance de 1 300 ch qui lui assurait une vitesse maximale de 14 nœuds soit 26 km/h. Il pouvait transporter 566 passagers. Le Hilda disposait de six canots de sauvetage offrant au total 348 places, ainsi que de 12 bouées de sauvetage et 318 gilets de sauvetage.

## Histoire
Le Hilda termina ses essais en mer le 13 janvier 1883 et fut livré le même jour à la LSWR. D'abord utilisé sur la ligne Southampton—Jersey—Saint-Malo, le 7 octobre 1890 il fut remplacé sur cette ligne par le Stella et assura à partir de cette date la traversée directe entre Southampton et Saint-Malo. En 1894, il fut équipé de nouvelles chaudières et d'un éclairage électrique.

## Le naufrage

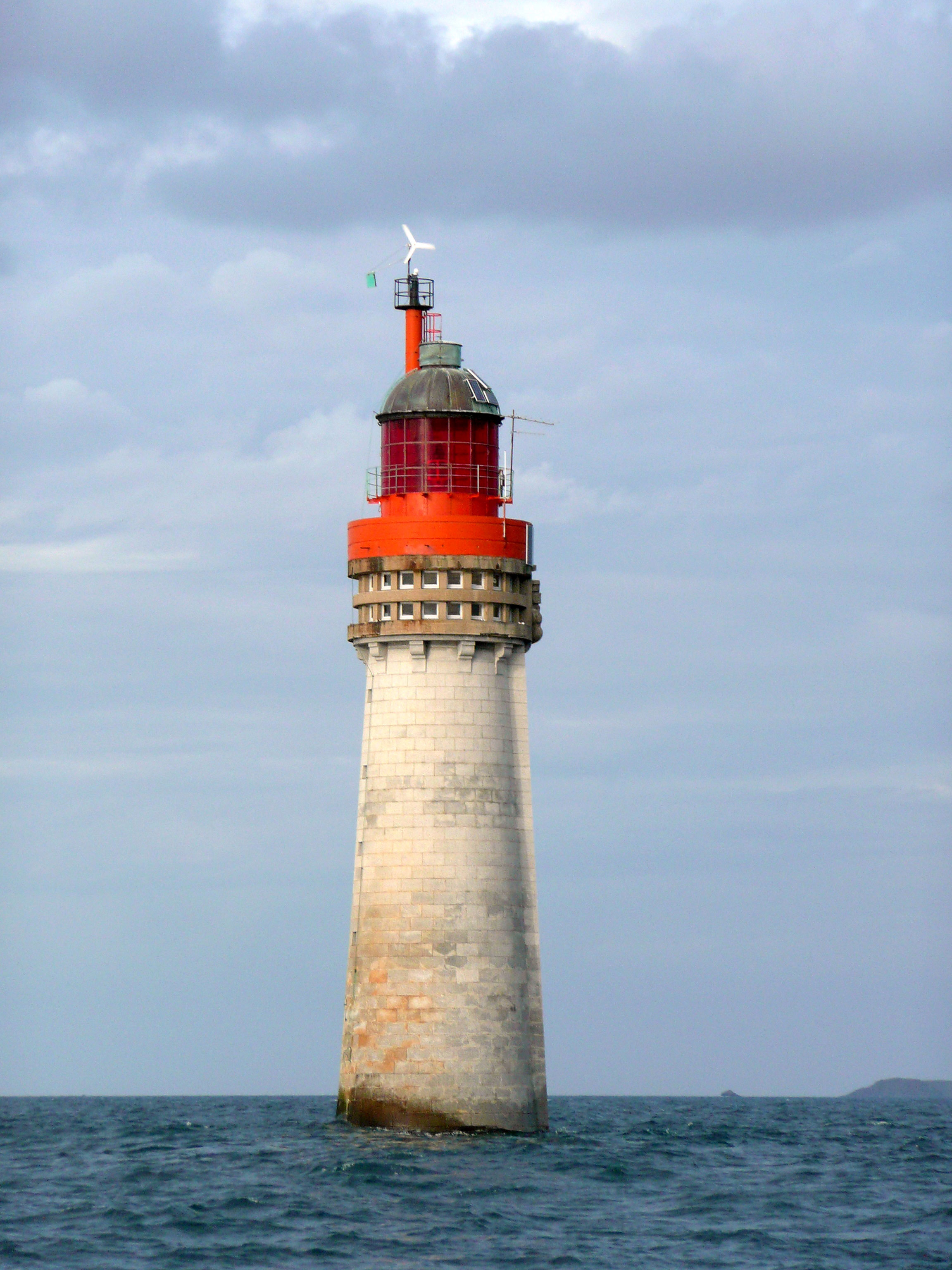
Phare du Grand Jardin

Le Hilda avait quitté Southampton à 22 h le 17 novembre 1905 avec 103 passagers à bord, effectuant son service régulier vers Saint-Malo en Bretagne. Un épais brouillard le force à jeter l'ancre au large de Yarmouth, sur l'île de Wight pour attendre de meilleures conditions météorologiques. Il reprend son voyage à 6 h le 18 novembre et passe au large d'Aurigny à 12 h 30. Après avoir dépassé Jersey, les conditions météorologiques se détériorent. À 18 h, il s'approche de Saint-Malo. Les lumières de la ville sont visibles, comme celle du phare du Grand Jardin, mais les bourrasques de neige réduisent la visibilité et le capitaine Gregory est contraint d'abandonner sa tentative d'entrer dans le port.
La visibilité s'améliorant, le Hilda effectue plusieurs tentatives, qu'il doit à chaque fois abandonner. Vers 23 h, la visibilité s'améliorant encore, il effectue une dernière tentative. Quelques minutes plus tard, il heurte les rochers de la Pierre de Portes, qui affleurent à l'ouest du chenal d'accès au port de Saint-Malo. Des fusées de détresse sont tirées et les passagers endossent leur gilet de sauvetage. Des tentatives sont faites pour lancer à la mer les canots de sauvetage, mais cinq d'entre eux ne peuvent pas être mis à l'eau ou s'écrasent sur les rochers. Le sixième s'échouera à Saint-Cast-le-Guildo à l'ouest de Saint-Malo. La marée est descendante, et le Hilda se brise en deux 15 minutes après s'être échoué. Entre 20 et 30 personnes arrivent à se hisser sur le mât de misaine pour attendre les secours. À 9 h le 19 novembre, quand ils sont découverts par l'Ada, un bateau de la même compagnie qui quitte Saint-Malo pour Southampton, il ne reste que six survivants : Olivier Caroff (de Roscoff), Tanguy Laot (de Cléder), Louis Rosec (de Plouzévédé), Paul-Marie Penn, Jean-Louis Mouster (de La Feuillée) et le chauffeur anglais James Grunder. Le journal de bord étant perdu en mer, on n'a jamais connu le nombre exact de personnes qui ont trouvé la mort dans ce naufrage,. Parmi les victimes, il y a au moins soixante-dix vendeurs d'oignons (que l'abbé Creignou nommera à partir de 1927 Onion Johnnies) revenus d'Angleterre, où ils ont vendu leur récolte.
Le capitaine William Gregory a travaillé chez London and South Western Railway pendant 36 ans. Il a rejoint la compagnie en 1869 à l'âge de 20 ans. Son premier commandement est le Honfleur en 1880. En 1885, il devient capitaine du Hilda. Le seul survivant de l'équipage est le matelot James Grinter, qui avait déjà survécu à deux autres naufrages. Les cinq passagers survivants étaient Olivier Caroff de Roscoff, Tanguy Laot de Cléder, Jean Louis Mouster de La Feuillée, Paul-Marie Pen de Cléder et Louis Rozec de Plouzévédé.
Un autre vapeur de London and South Western Railway, le Stella, fit naufrage aux Casquets, îles Anglo-Normandes, le 30 mars 1899, faisant 112 victimes. Le 21 février 1907, la Great Eastern Railway perdit le Berlin (1894), dont le naufrage à Hoek van Holland fit 141 victimes.

## L'enquête
Une enquête fut menée selon le Merchant Shipping Act de 1894 sur les  circonstances du naufrage du Hilda. La commission d'enquête siégea à l'hôtel de Caxton, Caxton Street, Londres les 1er, 2 et 8 février 1906. L'enquête conclut que le navire était en bon état, que les équipements de sauvetage correspondaient aux normes de l'époque. Aucune accusation d'imprudence ou de négligence ne fut retenue contre le capitaine Gregory.

## L'épave aujourd'hui

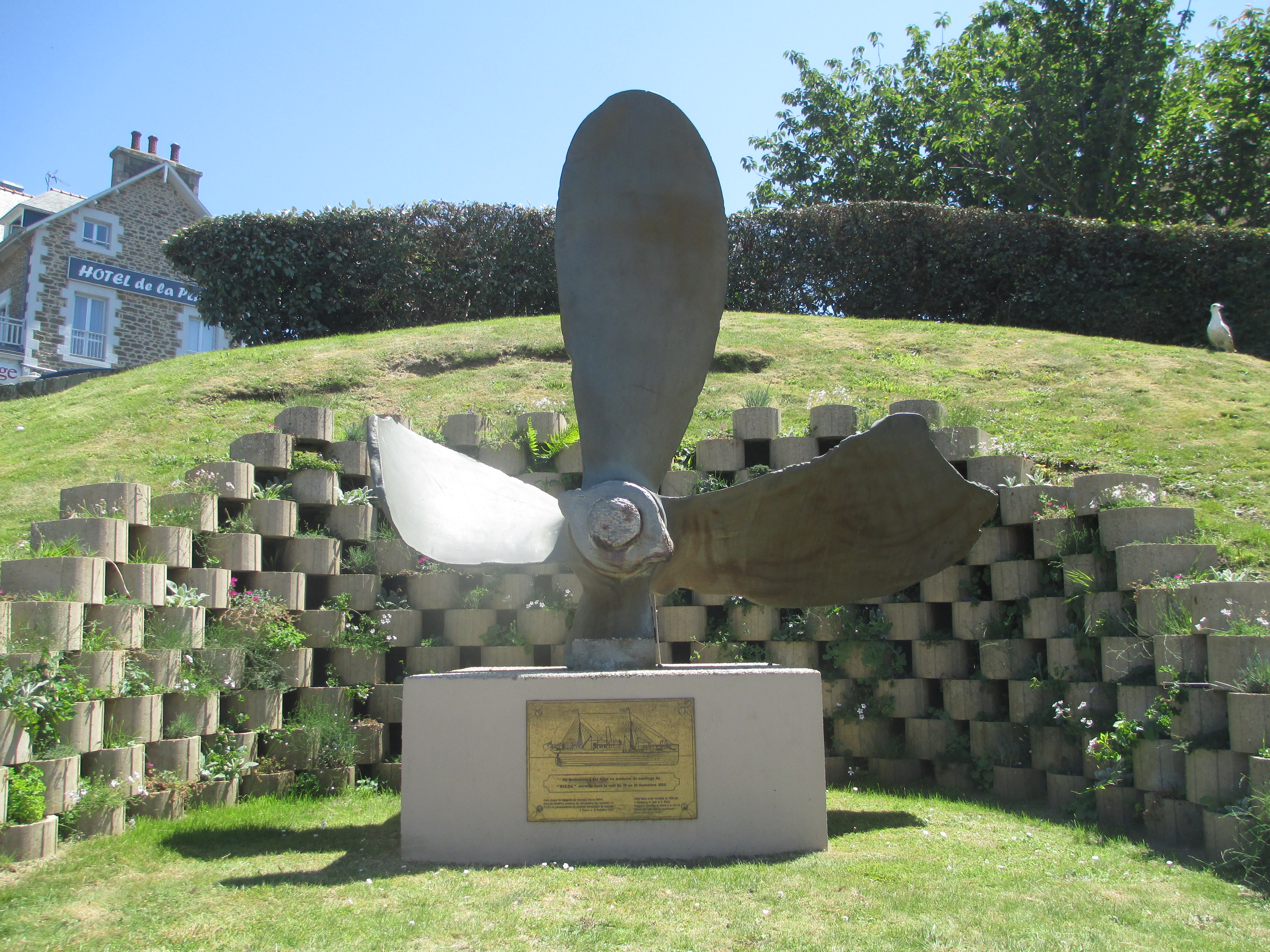
Le mémorial de Dinard, contenant l'hélice du Hilda.

L'épave du Hilda repose 48° 40,49′ N, 2° 05,72′ O à une profondeur de 25 mètres à marée haute. Deux chaudières sont visibles sur un fond de rochers. L'hélice en bronze était posée sur le sable au bout de son arbre, mais elle a été remontée en 1997 pour être exposée au mémorial de Dinard. À cette occasion, une plaque commémorative a été déposée au sommet d'une des deux chaudières. De nombreuses tôles parsèment le fond de sable. Le fond de la coque est parfaitement visible. La machine à triple expansion est encore en place et l’arbre d’hélice descend vers le sable.